# Блокадная парта

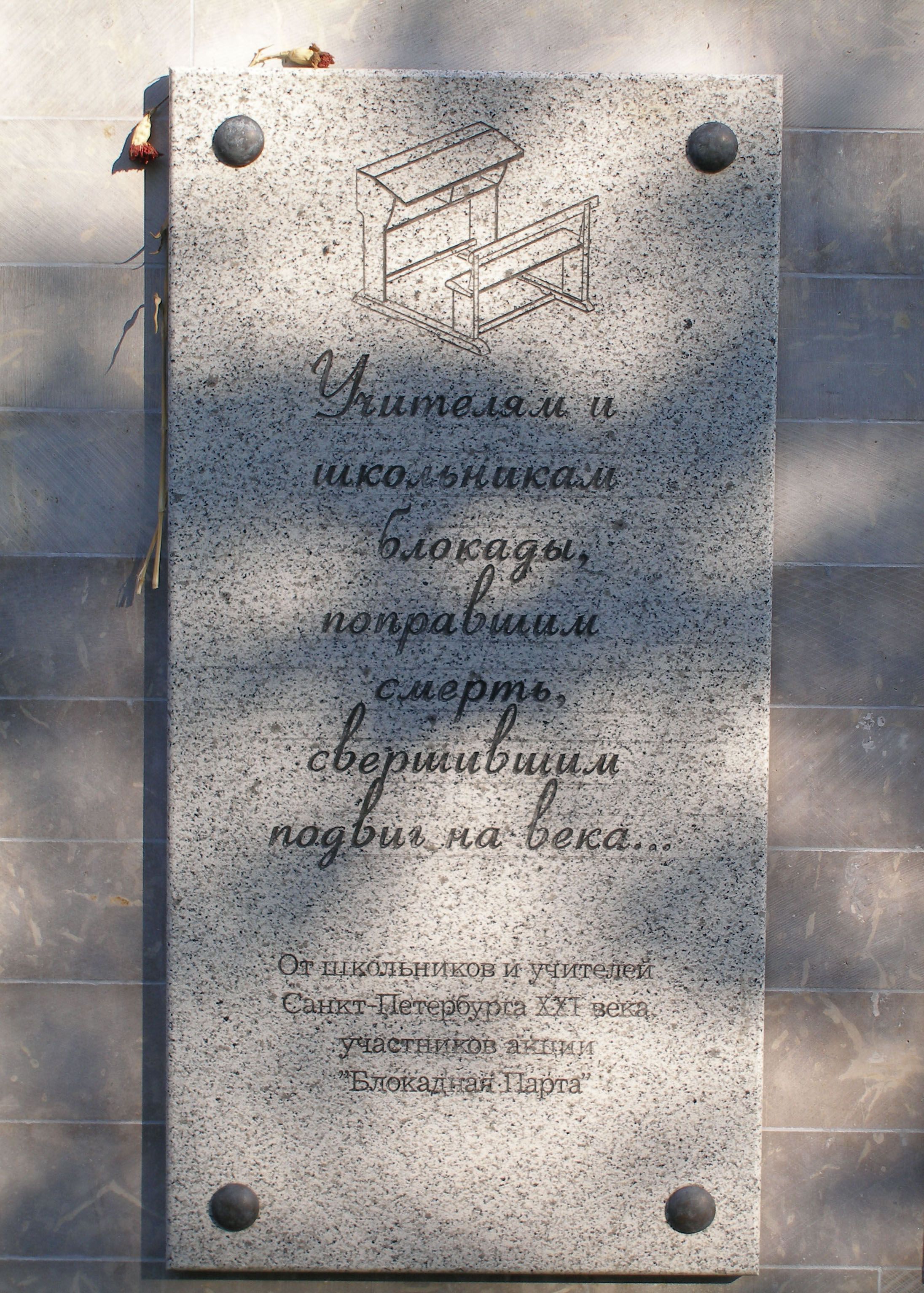

Блока́дная па́рта — акция и мемориальная плита на Пискарёвском кладбище, открыта в честь памяти об учителях и школьниках, погибших в годы блокады Ленинграда.
Мемориальная плита «Блокадная парта» была открыта 18 января 2004 года в память о страшных днях блокады Ленинграда как дань уважения и памяти сегодняшних школьников всем сверстникам и учителям, жившим в годы Великой Отечественной войны в блокадном Ленинграде — всем тем, кому не суждено было её пережить.

## История создания памятника
В январе 1997 года на уроке памяти общественного объединения «Поиск» гимназии N 144 Калининского района на школьников произвела большое впечатление книга Даниила Гранина и Алеся Адамовича о блокаде Ленинграда. Ученики гимназии решили создать свою книгу памяти, в которой они смогли бы рассказать о родных и близких, а также о жителях микрорайона, перенёсших тяготы блокадного времени. Для этого учениками, в основном, 5-8 классов, была создана «Блокадная книга гимназии». Акция проходила под девизом «Никто не забыт, ничто не забыто» — автор Ольга Берггольц.
Работа над книгой проходила параллельно с изучением исторического прошлого страны и города. Школьники старались опираться, в основном, на воспоминания очевидцев, чтобы максимально воссоздать атмосферу города в блокадный период, узнать его быт и подробности военного времени.
Подготовленные материалы в 2002 году были оформлены в виде книги «Блокадная книга гимназии N 144 — страницы славы и бессмертия». Представленный сборник в Центральной городской публичной библиотеке имени В. В. Маяковского на выставке «Книги о Петербурге к юбилею города» занял призовое место в разделе «Редкая книга».
Накопленный материал натолкнул школьников на продолжение работы — так родилась идея о том, чтобы запечатлеть память об учителях и школьниках Ленинграда, погибших в годы блокады. Школьников поддержал фонд «Пискаревский мемориал» и общественная организация «Житель блокадного Ленинграда» при ЖЭУ N 31 муниципального образования N24 «Прометей». Так возник масштабный проект «300 дел в подарок Великому городу».
Школьники решили сами заработать деньги на установку памятника: они работали в коммунальной службе города, трудовых отрядах, сдавали макулатуру и металлолом, делали и продавали игрушки, вносили посильные денежные вклады. Один из классов изготавливал «памятки для ученика» и распространял их в школе за скромную плату в один рубль. Итогом двухлетней работы стала сумма в 28 тысяч рублей. Родители учеников стали и вкладчиками, и источником информации. К акции присоединились ещё более двадцати школ, а также горожане. Блокадники города активно вносили деньги.
Социальный проект «Я — гражданин России» сделал акцию всероссийской, поисковая группа школы заняла призовое первое место в номинации «Память сердца» в рамках проекта. Десять регионов России — Адыгея, Калмыкия, город Орёл и Орловская область, Ставропольский край, Ульяновск, Самара, Вологодская и Тверская область присоединились к проекту.
Единственный в России памятник учителям и ученикам блокадного Ленинграда — плита, увековечившая память о погибших — был установлен в Аллее Памяти Пискарёвского мемориального кладбища Санкт-Петербурга 18 января 2004 года. Победителем конкурса на лучшее оформление памятника вновь стала группа «Поиск» гимназии N 144. Они предложили следующий текст, который впоследствии был вырезан на граните плиты:
Учителям и школьникам блокады,
Поправшим смерть
свершившим подвиг на века…
От школьников Санкт-Петербурга XXI века,
участников акции «Блокадная парта».
На церемонии установки памятника были ветераны Великой Отечественной войны, представители администрации города, кадеты, экспедиционные отряды, активисты школьных музеев и залов боевой славы. Группой «Поиск» руководит учитель Екатерина Алексеевна Сущенко, ученики 6-11 классов поддерживают тесную связь с героями необычной книги, созданной руками школьников.

## Справка
За время боёв за Ленинград и период блокады города погибло больше людей, чем в США (405 399 человек) и Англии (от 382 600 до 383 786 человек) вместе взятые потеряли за всё время войны.